# Rahul Kannoly Praveen
Rahul Kannoly Praveen (Thrissur, 16 marzo 2000) è un calciatore indiano, attaccante dell'Odisha.

## Carriera

### Club
Ha giocato nella prima divisione indiana.

### Nazionale
Ha giocato nelle nazionali giovanili indiane Under-17, Under-20 ed Under-23.
Nel 2022 ha esordito nella nazionale maggiore indiana.
Nel 2023 ha partecipato alla Coppa d'Asia.

## Statistiche

### Presenze e reti nei club
| Stagione               | Squadra                | Campionato             | Campionato | Campionato | Coppe nazionali | Coppe nazionali | Coppe nazionali | Coppe continentali | Coppe continentali | Coppe continentali | Altre coppe | Altre coppe | Altre coppe | Totale | Totale |
| Stagione               | Squadra                | Comp                   | Pres       | Reti       | Comp            | Pres            | Reti            | Comp               | Pres               | Reti               | Comp        | Pres        | Reti        | Pres   | Reti   |
| ---------------------- | ---------------------- | ---------------------- | ---------- | ---------- | --------------- | --------------- | --------------- | ------------------ | ------------------ | ------------------ | ----------- | ----------- | ----------- | ------ | ------ |
| 2017-2018              | Indian Arrows          | IL                     | 17         | 2          | SC              | 1               | 1               | -                  | -                  | -                  | -           | -           | -           | 18     | 3      |
| 2018-2019              | Indian Arrows          | IL                     | 20         | 3          | SC              | 2               | 0               | -                  | -                  | -                  | -           | -           | -           | 22     | 3      |
| Totale Indian Arrows   | Totale Indian Arrows   | Totale Indian Arrows   | 37         | 5          |                 | 3               | 1               |                    | -                  | -                  |             | 0           | 0           | 40     | 6      |
| 2019-2020              | Kerala Blasters        | ISL                    | 8          | 1          | -               | -               | -               | -                  | -                  | -                  | -           | -           | -           | 8      | 1      |
| 2020-2021              | Kerala Blasters        | ISL                    | 17         | 3          | -               | -               | -               | -                  | -                  | -                  | -           | -           | -           | 17     | 3      |
| 2021-2022              | Kerala Blasters        | ISL                    | 5+2        | 0+1        | -               | -               | -               | -                  | -                  | -                  | DC          | 3           | 0           | 10     | 1      |
| 2022-2023              | Kerala Blasters        | ISL                    | 18+1       | 0          | SC              | 3               | 1               | -                  | -                  | -                  | DC          | -           | -           | 22     | 1      |
| 2023-2024              | Kerala Blasters        | ISL                    | 17+1       | 0          | SC              | -               | -               | -                  | -                  | -                  | DC          | 2           | 0           | 20     | 0      |
| 2024-gen.2025          | Kerala Blasters        | ISL                    | 11         | 1          | SC              | -               | -               | -                  | -                  | -                  | DC          | 0           | 0           | 11     | 1      |
| Totale Kerala Blasters | Totale Kerala Blasters | Totale Kerala Blasters | 80         | 6          |                 | 3               | 1               |                    | -                  | -                  |             | 5           | 0           | 88     | 7      |
| gen.-giu. 2025         | Odisha                 | ISL                    | 7          | 1          | SC              | 1               | 0               | -                  | -                  | -                  | DC          | -           | -           | 8      | 1      |
| Totale carriera        | Totale carriera        | Totale carriera        | 124        | 12         |                 | 7               | 2               |                    | -                  | -                  |             | 5           | 0           | 136    | 14     |

### Cronologia presenze e reti in nazionale
| Cronologia completa delle presenze e delle reti in nazionale ― India | Cronologia completa delle presenze e delle reti in nazionale ― India | Cronologia completa delle presenze e delle reti in nazionale ― India | Cronologia completa delle presenze e delle reti in nazionale ― India | Cronologia completa delle presenze e delle reti in nazionale ― India | Cronologia completa delle presenze e delle reti in nazionale ― India | Cronologia completa delle presenze e delle reti in nazionale ― India | Cronologia completa delle presenze e delle reti in nazionale ― India |
| Data                                                                 | Città                                                                | In casa                                                              | Risultato                                                            | Ospiti                                                               | Competizione                                                         | Reti                                                                 | Note                                                                 |
| -------------------------------------------------------------------- | -------------------------------------------------------------------- | -------------------------------------------------------------------- | -------------------------------------------------------------------- | -------------------------------------------------------------------- | -------------------------------------------------------------------- | -------------------------------------------------------------------- | -------------------------------------------------------------------- |
| 24-9-2022                                                            | Ho Chi Minh                                                          | India                                                                | 1 – 1                                                                | Singapore                                                            | Amichevole                                                           | -                                                                    | 68’                                                                  |
| 27-9-2022                                                            | Ho Chi Minh                                                          | Vietnam                                                              | 3 – 0                                                                | India                                                                | Amichevole                                                           | -                                                                    | 86’                                                                  |
| 7-9-2023                                                             | Chiang Mai                                                           | Iraq                                                                 | 2 – 2 dts (5-4 dtr)                                                  | India                                                                | King's Cup 2023 - Semifinale                                         | -                                                                    | 70’                                                                  |
| 10-9-2023                                                            | Chiang Mai                                                           | Libano                                                               | 1 – 0                                                                | India                                                                | King's Cup 2023 - Finale 3º posto                                    | -                                                                    | 68’                                                                  |
| 16-11-2023                                                           | Al Kuwait                                                            | Kuwait                                                               | 0 – 1                                                                | India                                                                | Qual. Mondiali 2026                                                  | -                                                                    | 90+6’                                                                |
| 21-11-2023                                                           | Bhubaneswar                                                          | India                                                                | 0 – 3                                                                | Qatar                                                                | Qual. Mondiali 2026                                                  | -                                                                    | 83’                                                                  |
| 18-1-2024                                                            | Al Rayyan                                                            | India                                                                | 0 – 3                                                                | Uzbekistan                                                           | Coppa d'Asia 2023 - 1º turno                                         | -                                                                    | 46’                                                                  |
| Totale                                                               |                                                                      | Presenze                                                             | 7                                                                    |                                                                      | Reti                                                                 | 0                                                                    |                                                                      |

| Cronologia completa delle presenze e delle reti in nazionale ― India under 23 | Cronologia completa delle presenze e delle reti in nazionale ― India under 23 | Cronologia completa delle presenze e delle reti in nazionale ― India under 23 | Cronologia completa delle presenze e delle reti in nazionale ― India under 23 | Cronologia completa delle presenze e delle reti in nazionale ― India under 23 | Cronologia completa delle presenze e delle reti in nazionale ― India under 23 | Cronologia completa delle presenze e delle reti in nazionale ― India under 23 | Cronologia completa delle presenze e delle reti in nazionale ― India under 23 |
| Data                                                                          | Città                                                                         | In casa                                                                       | Risultato                                                                     | Ospiti                                                                        | Competizione                                                                  | Reti                                                                          | Note                                                                          |
| ----------------------------------------------------------------------------- | ----------------------------------------------------------------------------- | ----------------------------------------------------------------------------- | ----------------------------------------------------------------------------- | ----------------------------------------------------------------------------- | ----------------------------------------------------------------------------- | ----------------------------------------------------------------------------- | ----------------------------------------------------------------------------- |
| 19-9-2023                                                                     | Hangzhou                                                                      | Cina under 23                                                                 | 5 – 1                                                                         | India under 23                                                                | Giochi asiatici 2022 - 1º turno                                               | 1                                                                             | 90+2’                                                                         |
| 21-9-2023                                                                     | Hangzhou                                                                      | India under 23                                                                | 1 – 0                                                                         | Bangladesh under 23                                                           | Giochi asiatici 2022 - 1º turno                                               | -                                                                             |                                                                               |
| 24-9-2023                                                                     | Hangzhou                                                                      | Birmania under 23                                                             | 1 – 1                                                                         | India under 23                                                                | Giochi asiatici 2022 - 1º turno                                               | -                                                                             | 7’                                                                            |
| 28-9-2023                                                                     | Hangzhou                                                                      | India under 23                                                                | 0 – 2                                                                         | Arabia Saudita under 23                                                       | Giochi asiatici 2022 - Ottavi di finale                                       | -                                                                             |                                                                               |
| Totale                                                                        |                                                                               | Presenze                                                                      | 4                                                                             |                                                                               | Reti                                                                          | 1                                                                             |                                                                               |

| Cronologia completa delle presenze e delle reti in nazionale ― India under 17 | Cronologia completa delle presenze e delle reti in nazionale ― India under 17 | Cronologia completa delle presenze e delle reti in nazionale ― India under 17 | Cronologia completa delle presenze e delle reti in nazionale ― India under 17 | Cronologia completa delle presenze e delle reti in nazionale ― India under 17 | Cronologia completa delle presenze e delle reti in nazionale ― India under 17 | Cronologia completa delle presenze e delle reti in nazionale ― India under 17 | Cronologia completa delle presenze e delle reti in nazionale ― India under 17 |
| Data                                                                          | Città                                                                         | In casa                                                                       | Risultato                                                                     | Ospiti                                                                        | Competizione                                                                  | Reti                                                                          | Note                                                                          |
| ----------------------------------------------------------------------------- | ----------------------------------------------------------------------------- | ----------------------------------------------------------------------------- | ----------------------------------------------------------------------------- | ----------------------------------------------------------------------------- | ----------------------------------------------------------------------------- | ----------------------------------------------------------------------------- | ----------------------------------------------------------------------------- |
| 6-10-2017                                                                     | Nuova Delhi                                                                   | India under 17                                                                | 0 – 3                                                                         | Stati Uniti under 17                                                          | Mondiali Under-17 2017 - 1º turno                                             | -                                                                             |                                                                               |
| 9-10-2017                                                                     | Nuova Delhi                                                                   | India under 17                                                                | 1 – 2                                                                         | Colombia under 17                                                             | Mondiali Under-17 2017 - 1º turno                                             | -                                                                             |                                                                               |
| 12-10-2017                                                                    | Nuova Delhi                                                                   | Ghana under 17                                                                | 4 – 0                                                                         | India under 17                                                                | Mondiali Under-17 2017 - 1º turno                                             | -                                                                             |                                                                               |
| Totale                                                                        |                                                                               | Presenze                                                                      | 3                                                                             |                                                                               | Reti                                                                          | 0                                                                             |                                                                               |